# Viktorín z Amiterna
Svatý Viktorín z Amiterna (1. století Amiternum – 96 Aquae Cutiliae) byl prvním biskupem diecéze Amiterno (latinsky Dioecesis Amiternina) a v římskokatolické církvi je uctíván jako světec.

## Životopis
Viktorín z Amiterna vděčí za své jméno místu svého narození, antickému městu Amiternum v italském regionu sabina), které leží západně od L'Aquily, kde založil diecézi Amiterno, ve které stal biskupem.
Byl umučen v roce 96 našeho letopočtu na planině, která dodnes nese jeho jméno, v Aquae Cutiliae (Cotiliovy lázně) na cestě via Salaria. Podle legendy byl svázán a pověšen hlavou dolů nad sirnými výpary. Po třech dnech otráven výpary zemřel. Jeho tělo bylo poté přeneseno na území, které patřilo k městu Amiternu do místa, které se dnes nazývá San Vittorino. Krypta, v níž je světec pohřben byla rozšířena ve 4. a v 7. století, a později nad ní byla postavena bazilika zasvěcená sv. Michaeli Archandělu.

## Úcta
V desátém století byly jeho ostatky byly vystaveny v klášteře San Vincenzo v Metách.
Existují rozporuplné údaje o datu jeho liturgické úcty. Kromě 24. července, jak je uvedeno v Jeronymově martyrologiu (latinsky Martyrologium Hieronymianum), byl podle Římského martyrologia, které o něm píše: latinsky "Romae in suburbano beati Victorini Episcopi & martyris, qui sanctitate & miraculis clarus, sacerdotium Amiterninae urbis, totius populi electione adeptus, postmodum sub nerva Trajano apud Cutilitas, ubi putentes & sulphuaea emanant aquaem cum aliis Dei servis relegatus, ab Aureliano Judice jussus est sispendi capite deorsum: quod cum per triduum pro nomine Christi passus suisset, gloriose coronatus, victor migravit ad Dominum: cujus corpus Christiani rapienters, honorifica sepultura Amiterni condiderunt.", mylně uctíván 5. září, což bylo matoucí se světcem stejného jména. V posledním vydání Římského martyrologia z roku 2004 bylo datum ustáleno na tradiční den, tj. 24. července.

### Ostatky v Čechách
V Čechách je sv. Viktorín z Amiterna spolupatronem litoměřické katedrály. Díky císaři Oto I. byla část jeho ostatků roku 965 přenesena do Magdeburgu. Odtud přenesl litomyšlský biskup Albrecht Aleš ze Šternberka jejich pět částí do své litomyšlské katedrály a svatý Viktorín se stal patronem litomyšlské diecéze. V Litomyšli byly objeveny na konci 16. století a dodnes jsou vystaveny v proboštském kostele. Část ostatků se dostala také do majetku Lobkoviců, od kterých je v roce 1687 získal II. litoměřický biskup Jaroslav Ignác Šternberk a roku 1692 je umístil do své katedrály, kde jsou dodnes.